# Hidroxid de potasiu
Hidroxidul de potasiu (denumit și potasă caustică) este o bază foarte importantă în industrie alcătuită dintr-o grupare hidroxil și un ion de potasiu. Formula sa chimică este KOH. Împreună cu soda caustică (NaOH), această bază face parte din categoria bazelor puternice, fiind, astfel, caustică.
Prezintă multe aplicații industriale, majoritatea dintre acestea explorând reacțiile hidroxidului de potasiu cu diferiți acizi. Este utilizat în obținerea săpunurilor și a multor compuși de potasiu.

## Proprietăți fizice
Hidroxidul de potasiu este un solid alb, de obicei comercializat sub formă de pelete; compusul este higroscopic și absoarbe cu ușurință apa atmosferică. Solubilizarea sa în apă este un proces exoterm.

## Proprietăți chimice

### Bazicitate
Hidroxidul de potasiu poate reacționa cu alcooli precum: metanol, etanol și propanol, cu formarea de alcoxizi. Reacția de formare a metoxidului de potasiu este o reacție reversibilă:
{\displaystyle {\ce {KOH + CH3OH <=>> CH3OK + H2O}}}
În aceeași ordine de idei, poate reacționa cu o mare varietate de specii acide, cu formare de săruri:
{\displaystyle {\ce {KOH + HCl -> KCl + H2O}}}
{\displaystyle {\ce {2KOH + H2SO4 -> K2SO4 + 2H2O}}}

### Reacții cu oxizi
Hidroxidul de potasiu reacționează și cu oxizi. Prin reacția cu dioxid de siliciu (SiO2) se obțin silicați de potasiu solubili. În urma reacției dintre KOH și un exces de dioxid de carbon se obține bicarbonat de potasiu:
{\displaystyle {\ce {KOH + CO2 -> KHCO3}}}
În timp, potasa caustică se poate carbonata, devenind nefolositoare. Carbonatarea se datorează reacției prelungite cu dioxid de carbon, iar la nivel industrial se realizează cu un exces de KOH (în acest caz se dorește obținerea de carbonat de potasiu cu randament crescut):
{\displaystyle {\ce {2KOH + CO2 -> K2CO3 + H2O}}}

### Agent nucleofil
În mod similar cu NaOH, KOH este un agent nucleofil și este o sursă de hidroxil în multe reacții. Un exemplu este reacția de saponificare a esterilor, cu obținerea unor săruri de potasiu ale acizilor carboxilici componenți:
{\displaystyle {\ce {KOH + RCOOR' -> RCOOK + R'OH}}}
KOH topit este utilizat pentru substituția halogenurilor și ale altor grupe. Reacția este folositoare la obținerea fenolilor din alți compuși aromatici.

## Utilizare
Se folosește împreună cu hidroxidul de sodiu la obținerea săpunurilor: KOH la cele lichide iar NaOH la cele solide.